# Foxy Brown (película)
Foxy Brown  es una película estadounidense de 1974 dirigida por Jack Hill, protagonizada por Pam Grier. La película está considerada como una de las películas más influyentes del género blaxploitation. Cuenta con una banda sonora de Willie Hutch. Originalmente se planeó que fuera una secuela de Coffy (1973), pero finalmente se decidió hacer de Foxy Brown una película independiente.

## Sinopsis
Foxy Brown es una sensual mujer afroamericana que busca venganza por el asesinato de su novio, el oficial de policía Dalton Ford. Infiltrado en una banda de narcotraficantes y proxenetas, Ford se sometió a una cirugía plástica luego de ser descubierto pero aún así terminó siendo denunciado y asesinado por los bandidos. El informante era el hermano de Foxy, Link Brown, un hombre endeudado y drogadicto.
Foxy decide infiltrarse en la pandilla, haciéndose pasar por una prostituta. Después de arruinar algunos de los negocios de los bandidos, la persiguen. Pero Foxy demuestra ser bastante inteligente, decidida y violenta y no detendrá su venganza hasta destruir a todos sus enemigos.

## Reparto
- Pam Grier - Foxy Brown
- Antonio Fargas - Link Brown
- Peter Brown - Steve Elias
- Terry Carter - Michael Anderson/Dalton Ford
- Kathryn Loder - Katherine Wall
- Harry Holcombe - Judge Fenton
- Sid Haig - Hays
- Juanita Brown - Claudia
- Sally Ann Stroud - Deb
- Bob Minor - Oscar
- Tony Giorgio - Eddie
- Fred Lerner - Bunyon
- Judith Cassmore - Vicki
- H.B. Haggerty - Brandi
- Boyd "Red" Morgan - Slauson